# Hardcore Justice (2010)
Hardcore Justice (2010) foi um evento pay-per-view promovido pela Total Nonstop Action Wrestling, ocorreu no dia 8 de agosto de 2010 no Impact! Zone em Orlando, Florida. Esta foi a sexta edição da cronologia do Hardcore Justice. O evento foi desenvolvido em torno dos ECW originais: Rhino, Tommy Dreamer, Mick Foley, Stevie Richards, Raven, Rob Van Dam, Brother Ray e Brother Devon que trabalham para a TNA.. Além destes contou com presença de outros ECW originais como: 2 Cold Scorpio, Al Snow, CW Anderson, Full Blooded Italians (Little Guido e Tony Mamaluke), Axl Rotten, Sandman, Simon Diamond, Johnny Swinger, Brother Runt, Balls Mahoney e Sabu. Sua frase tema foi: "The Last Stand". O evento principal seria a luta entre Rob Van Dam e Jerry Lynn, porém Lynn não pode comparecer no evento devido a uma lesão sendo substituído por Sabu.

## Resultados
| # | Lutas | Estipulação                     | Tempo |
| - | --- | ------------------------------- | ----- |
| 1 | F.B.I. (Little Guido, Tony Luke e Tracy Smothers) (com Sal E. Graziano) derrotaram Kid Kash, Simon Diamond e Johnny Swinger         | Six-Man Tag team match          | 10:45 |
| 2 | 2 Cold Scorpio derrotou C.W. Anderson                                                                                               | Singles match                   | 06:48 |
| 3 | Stevie Richards (com Nova e The Blue Tilly) derrotou P.J. Polaco                                                                    | Singles match                   | 06:33 |
| 4 | Rhino derrotou Al Snow e Brother Runt - Runt eliminou Snow após um Acid Drop. (05:51) - Rhino eliminou Runt após um "Gore". (06:01) | 3-Way Dance Elimination match   | 06:01 |
| 5 | Team 3D (Brother Ray e Brother Devon) (com Joel Gertner) derrotaram Axl Rotten e Kahonyes                                           | South Philadelphia Street Fight | 11:54 |
| 6 | Raven derrotou Tommy Dreamer (com Mick Foley como árbitro especial)                                                                 | Final Showdown match            | 17:15 |
| 7 | TNA World Heavyweight Champion Rob Van Dam (com Bill Alfonso) derrotou Sabu (também com Bill Alfonso)                               | Non-title Hardcore rules match  | 17:13 |